# Anolis alvarezdeltoroi
Espèce
Synonymes
- Norops alvarezdeltoroi (Nieto Montes de Oca, 1996)

Statut de conservation UICN

 DD  : Données insuffisantes
Anolis alvarezdeltoroi est une espèce de sauriens de la famille des Dactyloidae. 

## Répartition
Cette espèce est endémique du Chiapas au Mexique.

## Étymologie
Cette espèce est nommée en l'honneur de Miguel Carlos Francisco Álvarez del Toro (1917–1996).

## Publication originale
- Nieto Montes de Oca, 1996 : A new species of Anolis (Squamata: Polychrotidae) from Chiapas, México. Journal of Herpetology, vol. 30, no 1, p. 19-27.